# Başçayır, Köşk
Başçayır là một xã thuộc huyện Köşk, tỉnh Aydın, Thổ Nhĩ Kỳ. Dân số thời điểm năm 2010 là 1.614 người.